# یایمان (صندوق‌لی)
یایمان (به ترکی استانبولی: Yayman) یک منطقهٔ مسکونی در ترکیه است که در صندوق‌لی واقع شده‌است.